# Semiothisa unicolorata
Semiothisa unicolorata là một loài bướm đêm trong họ Geometridae.